# Martin Damsbo
Martin Damsbo Christensen (ur. 26 maja 1985 w Odense) – duński łucznik, czterokrotny medalista mistrzostw świata, dwukrotny wicemistrz Europy. 
Startuje w konkurencji łuków bloczkowych. Brązowy medalista mistrzostw świata indywidualnie w 2007 roku i srebrny drużynowo w 2011 roku. Srebrny medalista mistrzostw Europy w 2012 roku w konkurencji indywidualnej i miksta w 2010 roku. Brązowy medalista mistrzostw Europy indywidualnie 2008 roku. Mistrz kontynentu w mikście w 2014 roku i w drużynie w 2016 roku.